# Pargas svenska gymnasium
Pargas svenska gymnasium är beläget i Pargas i Finland. Antagningsgränsen för läsåret 2024 var 6,83. Varje år antas upp till 72 studerande till årskurs 1. 
Gymnasiet erbjuder en allmänbildande utbildning med möjlighet att välja en idrottslinje för studerande som vill kombinera sina studier med sportträning.
I januari 2024 hade Pargas svenska gymnasium 174 studerande och 20 lärare. Skolan har en heltidsanställd studiehandledare samt en speciallärare. 
Hösten 2023 flyttade Pargas svenska gymnasium in i det nybyggda lärcentret Brava. I centret finns också Paraisten lukio, Sarlinska skolan, Paraistenseudun koulu samt Axxell.